# 알렉스 두 번 죽다
《알렉스 두 번 죽다》(영어: Chances Are)는 미국에서 제작된 에밀 아돌리노 감독의 1989년 로맨틱 코미디 영화이다. 시빌 셰퍼드, 로버트 다우니 주니어, 라이언 오닐, 메리 스튜어트 매스터슨 등이 출연하였고, 마이크 로벨 등이 제작에 참여하였다.

## 줄거리
1964년 지방 검사 루이 제프리스는 교통 사고로 죽자마자 앨릭스 핀치로 환생한다.
23년 후인 1987년. 루이의 아내 커린은 여전히 루이를 그리워하며 루이의 절친 필립의 한결같은 애정을 못 본 채 하고 있다. 루이와 커린의 외동딸 미란다는 같은 예일대에 재학 중인 졸업반 앨릭스와 가까워진다. 하지만 앨릭스는 커린을 만나자마자 전생을 떠올린다.
앨릭스/루이는 루이만이 아는 사실들을 통해 자신이 루이라는 걸 커린에게 납득시킨다. 앨릭스/루이는 커린과 차차 다시 연인이 되어간다. 그러나 앨릭스/루이는 커린이 필립 역시 사랑하고 있으며 자신이 물러나고 둘을 맺어줘야만 한다는 걸 깨닫는다.
앨릭스/루이는 23년 전 펜윅 판사가 뇌물을 수수하는 순간을 포착했던 사진으로 판사의 부정을 폭로한 뒤 소란 속에서 법원 계단에서 떨어져 의식을 잃는다. 천사 오마는 병원에 입원한 앨릭스/루이에게 그가 23년 전 받았어야 했던 특별한 주사를 놓는다.  
루이로서의 전생을 완전히 잊은 채 깨어난 앨릭스는 미란다와 다시 관계를 회복한다. 판사 폭로전에서 감명을 받은 워싱턴 포스트 벤 브래들리는 앨릭스를 기자로 채용하고, 커린과 필립이 결혼한다.  

## 출연
- 시빌 셰퍼드 - 커린 제프리스 역
- 로버트 다우니 주니어 - 앨릭스 핀치 / 루이 제프리스 역
- 라이언 오닐 - 필립 트레인 역
- 메리 스튜어트 매스터슨 - 미란다 제프리스 역
- 크리스토퍼 맥도널드 - 루이 제프리스 역
- 조지프 서머 - 펜윅 판사 역
- 조 그리파시 - 오마 역
- 헨더슨 포사이스 - 벤 브래들리 역
- 프랜 라이언 - 메이비스 탤매지 역
- 마크 매클루어 - 리처드 역
- 수전 루탠 - 서점의 여성 역
- 미미 케네디 - 샐리 역
- 캐슬린 프리먼 - 핸디 부인 역
- 데니스 패트릭 - 아치볼드 블레어 역
- 지아니 루소 - 앤서니 버니노 역

## 기타 제작진
- 협력 제작: 레슬리 벤지거
- 미술: J. 데니스 워싱턴
- 의상: 앨버트 울스키